# Cooms Burn
Der Cooms Burn ist ein Wasserlauf in Dumfries and Galloway. Er entsteht an der Nordseite des Cooms Fell und fließt in westlicher Richtung bis zu seiner Mündung in das Tarras Water am Weiler Cooms.